# Auditorium Scavolini
L'Auditorium Scavolini è un impianto sportivo polivalente situato a Pesaro.
L'attuale denominazione è stata assunta con la sua riapertura avvenuta nel 2024. Storicamente è noto con i nomi di Palasport di viale dei Partigiani (dall'indirizzo in cui è ubicato) e di Hangar.

## Storia

Il palasport negli anni '70-'80

La costruzione dell'impianto ebbe luogo nel 1956. Nel 1980 fu oggetto di una profonda restaurazione.
Per decenni fu teatro delle partite interne della Victoria Libertas Pesaro targata Scavolini, società cestistica in grado di salire alla ribalta nazionale. La squadra, che fino a quel momento giocava le proprie partite all'aperto, vi si trasferì nel 1957. Proprio su questo parquet i biancorossi si laurearono campioni d'Italia in due occasioni, al termine delle stagioni 1987-1988 e 1989-1990. Qui la Scavolini alzò anche la Coppa Italia 1985 (l'edizione 1992 venne invece vinta sul campo neutro di Forlì). Il palasport continuò ad ospitare le partite casalinghe del club fino al termine della stagione 1995-1996, quando ci fu il trasloco al nuovissimo e molto più capiente palazzetto che all'epoca era denominato BPA Palas.
Oltre alla pallacanestro, l'impianto fu anche utilizzato dalla Robursport Volley Pesaro, formazione di pallavolo femminile anch'essa sponsorizzata Scavolini. Nel 2007-2008 la squadra giocò presso quest'impianto i play-off che decretarono con la conquista del primo scudetto nella storia del club. Le pesaresi si confermarono campionesse d'Italia anche nelle due annate seguenti senza però utilizzare l'Hangar come struttura.
Tra il 1988 al 2005, in estate, ospitò alcune delle più rilevanti produzioni liriche del Rossini Opera Festival.
Nel 2015 vennero annunciati importanti interventi di riqualificazione i quali però furono oggetto di numerosi ritardi, per via di problemi burocratici tra cui l'adeguamento sismico e per l'aumento del costo dei materiali. Il rinnovato impianto, ribattezzato appunto Auditorium Scavolini, riaprì i battenti il 29 febbraio 2024, nel giorno del compleanno di Gioachino Rossini. Nella sua nuova veste, la sua capienza scese a circa 1 500 posti.